# Soňa Peková
Soňa Peková (* 11. září 1974 Prievidza) je česká molekulární genetička.

## Vzdělání a profesní kariéra
V roce 1998 vystudovala všeobecné lékařství na Lékařské fakultě Univerzity Karlovy v Hradci Králové. Poté pracovala v Ústavu molekulární genetiky AVČR a Ústavu hematologie a krevní transfuze. V letech 2005–2009 působila v laboratoři klinické biochemie, hematologie a imunologie Nemocnice Na Homolce. V roce 2006 získala na 1. lékařské fakultě Univerzity Karlovy doktorát v oboru molekulární biologie, genetiky a virologie.
V letech 2009–2014 byla vedoucí laboratoře molekulární diagnostiky Chambon, v roce 2013 přejmenované na Synlab Genetics. Mezi roky 2014–2019 vedla laboratoř veterinární molekulární diagnostiky Vemodia a laboratoře molekulární diagnostiky KitGen. V roce 2017 se stala soudní znalkyní v oborech molekulární biologie, molekulární genetika a molekulární mikrobiologie pro humánní i veterinární otázky. V březnu 2020 jako vedoucí Tilia Laboratories odhalila dva případy nákazy virem SARS-CoV-2 a tvrdí, že vyvinula nový typ testu na detekci tohoto viru.
V souvislosti s činností laboratoře byla následně ministrem zdravotnictví Vojtěchem nepřímo nepravdivě nařčena ze špatné praxe (infikování se při odběru a hospitalizace). Podle vyjádření ředitele Státního zdravotního ústavu neměla Tilia Laboratories o schválení pro medicínskou diagnostiku zájem, protože nesplňovala požadavky na certifikaci, akreditaci a externí hodnocení kvality. Proto, ač byli osloveni, původně ani nežádali o zařazení do systému. Laboratoř byla schválena rozhodnutím ministra zdravotnictví 18. března 2020 kvůli nouzovému stavu.
Do roku 2021 je autorkou nebo spoluautorkou 46 odborných publikací, které byly celkem 555krát citovány v jiných vědeckých pracích. Její Hirschův citační index dosáhl hodnoty h = 14.
Ve sněmovních volbách v roce 2021 kandidovala jako lídryně Švýcarské demokracie ve Středočeském kraji. Získala 942 preferenčních hlasů, ale nebyla zvolena, protože uskupení žádný mandát v Poslanecké sněmovně nezískalo.

## Kritika
Odborníci jako Václav Hořejší (ÚMG AV ČR), Jan Pačes (ÚMG AV ČR) nebo Jan Konvalinka (ÚOCHB AV ČR a PřF UK) kritizovali její vystupování na veřejnosti, ve kterém podle nich šířila neověřená tvrzení týkající se pandemie covidu-19 a některé její výroky byly manipulativní. Jan Žabka ze serveru HlídacíPes.org oslovil virologa Ivana Hirsche (PřF UK), evolučního virologa Jiřího Černého (FTZ ČZU) a strukturního virologa Pavla Plevku (CEITEC), aby jako odborníci vyhodnotili některá tvrzení Soni Pekové. Ti její vyjádření ostře kritizovali. Práce norsko-anglického výzkumného týmu, která tvrdila, že virus SARS-CoV-2 má ve své RNA sekvenci charakteristiky genové manipulace a na kterou se Soňa Peková odvolávala, ve skutečnosti tato tvrzení neobsahovala.
Jan Cemper na serveru Manipulátoři.cz kritizoval, že Soňa Peková poskytla rozhovor Svobodnému rádiu, které je oficiálním partnerem hnutí Svoboda a přímá demokracie a Dělnické strany sociální spravedlnosti a jehož partnery jsou i dezinformační weby jako Nová republika, Pravdive.eu nebo antisemitistické NWOO.
V roce 2023 se stala ústřední postavou proruské sekty AllatRa a v rozhovoru šířila teorie o bájné Atlantidě nebo reptiliánech.

### Udělení Bludného balvanu
K prezentování Soni Pekové jako odbornice i v oblastech vzdálených její skutečné odbornosti se na twitterovém účtu opakovaně kriticky vyjadřoval Český klub skeptiků Sisyfos.
Ten v roce 2021 při udělování tradičních anticen „Bludný balvan“ vytvořil „mimořádnou covid kategorii družstev“, ve které uděloval anticenu „Zlatý bludný koviďák“. Skupinu oceněných touto cenou Český klub skeptiků Sisyfos nazval „Bludná pěchota“, která byla „složená z gardistů (odborných elit) a kadetů (laických elit)“. Soňu Pekovou zařadil mezi gardisty za její výrok: „Ty kmeny jsou si navzájem velice podobné, ale nejsou to potomci viru prvního. Je to něco jiného. A já nevím, kde je ta jeskyně, z níž vylétají. Jarní kmen byl první, zářijový druhý, prosincový třetí a nový, britský, je čtvrtý. Já bych to s nadsázkou skoro nazvala, že to na jaře byl SARS-CoV-2, v září SARS-CoV-3, v prosinci až dosud SARS-CoV-4. A ta britská mutace by se měla jmenovat SARS-CoV-5. Každá vlna se chová klinicky trošku jinak, virus má jiný genom, jiný program, podle něhož je napsán.“ Jednalo se o kompilát dvou výroků z rozhovoru pro Reflex, publikovaného 8. února 2021.

## Kauzy

### Úhrady od pojišťoven pro Chambon
V srpnu 2020 byla obviněna s dalšími čtyřmi osobami včetně Romana Janouška v případu neoprávněných úhrad od zdravotních pojišťoven pro laboratoř Chambon (v roce 2013 přejmenovanou na Synlab genetics), kde mezi roky 2009–2014 působila jako vedoucí laboratoře molekulární diagnostiky. Obvinění bylo vzneseno pro podezření ze spáchání trestného činu podvodu, ve kterém státní zástupce vyčíslil škodu na výši 300 miliónů korun, z toho 239 milionů pojišťovny uhradily a 77 milionů podnikatelé plánovali naúčtovat. Škoda měla vzniknout tak, že si laboratoř v letech 2009 a 2010 účtovala dražší vyšetření, než jaká prováděla. V březnu 2022 ji pražský městský soud nepravomocně zprostil s dalšími obviněnými obžaloby, když rozhodl, že jejich jednání v kauze nebylo trestné. Státní zástupce Dadam proti rozsudku podal odvolání, které v únoru 2023 zamítl Vrchní soud v Praze a zproštění viny se stalo pravomocné.

### Modlitba za Putina během války s Ukrajinou
V rozhovoru pro Svobodné rádio, považované za šiřitele konspiračních teorií, vyzvala 6. dubna 2022 občany v souvislosti s údajnými biologickými laboratořemi financovanými USA na Ruskem obléhané Ukrajině, které měly experimentovat se smrtícími patogeny, k pomodlení se za zdraví ruského prezidenta Vladimira Putina, „protože to, že tam roztřískal a rozbombardoval […] způsobil, že žádná vlna virů nebude […] Modlitbu mu dejte, patří mu dík za to, že to roztřískal.“ Zopakovala tak konspirační teorii šířenou ruskou propagandou. V souvislosti s těmito výroky ji začala prověřovat policie.

## Ocenění
- 14. června 2020 – Čestné uznání Mensy ČR za rok 2020, Mensa ČR.[33][34]
- 2021 – Czech Superbrands (průvodce některými nejvýznamnějšími značkami České republiky) vyhlásil MUDr. Soňu Pekovou, Ph.D. osobností roku 2020.[35]
- 2021 – Český klub skeptiků Sisyfos ocenil skupinu vybraných osobností nazvanou „Bludná pěchota“ anticenou „Zlatý bludný koviďák“ za rok 2020. Soňu Pekovou zařadil do této skupiny mezi tzv. gardisty.